# Communauté de communes Sidobre Val d'Agout
La  communauté de communes Sidobre Val d'Agout  est une ancienne communauté de communes française, située dans le département du Tarn.

## Historique
Au 1er janvier 2017, la communauté de communes Sidobre Val d'Agout fusionne avec la communauté de communes Val et Plateau Mont-de-Lacaune pour former la communauté de communes Sidobre Vals et Plateaux.

## Composition
Elle était composée des onze communes suivantes :
| Nom                     | Code Insee | Gentilé           | Superficie (km2) | Population (dernière pop. légale) | Densité (hab./km2) |
| ----------------------- | ---------- | ----------------- | ---------------- | --------------------------------- | ------------------ |
| Le Bez (siège)          | 81031      | Bessois           | 32,13            | 841 (2014)                        | 26                 |
| Brassac                 | 81037      | Brassacais        | 23,87            | 1 298 (2014)                      | 54                 |
| Burlats                 | 81042      | Burlacois         | 32,62            | 2 061 (2014)                      | 63                 |
| Cambounès               | 81053      | Cambounésois      | 22,58            | 340 (2014)                        | 15                 |
| Lacrouzette             | 81128      | Crouzetois        | 28,77            | 1 746 (2014)                      | 61                 |
| Lasfaillades            | 81137      | Failladais        | 8,32             | 82 (2014)                         | 9,9                |
| Montfa                  | 81177      |                   | 10,69            | 469 (2014)                        | 44                 |
| Roquecourbe             | 81227      | Roquecourbains    | 16,65            | 2 271 (2014)                      | 136                |
| Saint-Germier           | 81252      |                   | 4,16             | 154 (2014)                        | 37                 |
| Saint-Jean-de-Vals      | 81256      | Saint-Jean-Valois | 4,75             | 81 (2014)                         | 17                 |
| Saint-Salvy-de-la-Balme | 81269      | Saint-Salviols    | 18,36            | 537 (2014)                        | 29                 |

## Démographie
| 1999  | 2009  | 2012 |
| ----- | ----- | ---- |
| 8 827 | 9 928 | -    |

## Liste des Présidents successifs
| Période                                  | Période | Identité         | Étiquette | Qualité                   |
| ---------------------------------------- | ------- | ---------------- | --------- | ------------------------- |
| 2001                                     | 2016    | Jean-Marie Fabre | DVG       | Retraité pilote de chasse |
| Les données manquantes sont à compléter. |         |                  |           |                           |